# Châu Phú A (Châu Đốc)
Châu Phú A is een phường in de thị xã Châu Đốc, in de Vietnamese provincie An Giang. Châu Phú A ligt aan de westelijke oever van de Hậu.